# Великий ставок
«Великий ставок» (англ. The Big Pond) — американська комедійна мелодрама режисера Гобарта Генлі 1930 року. Фільм був номінований на премію «Оскар» за найкращу чоловічу роль (Моріс Шевальє).

## Сюжет
Туристичний гід зачаровує у Венеції юну американську туристку, яка виявляється дочкою власника фабрики з виробництва жуйок, і після повернення обох у Штати переконує батька взяти з ними участь у турі по всій Америці, а заодно і забезпечити молоду людину працею на своїй фабриці.

## У ролях
- Моріс Шевальє — П'єр Міранді
- Клодетт Кольбер — Барбара Біллінгс
- Джордж Барб'є — містер Біллінгс
- Меріон Балу — місіс Біллінгс
- Френк А. Ліон — Ронні
- Нат Пендлтон — Пет О'Дей
- Ілейн Кох — Дженні